# SIGGRAPH
Fundado en 1974, SIGGRAPH es el grupo de interés en infografía o computación gráfica de la ACM, y es también el nombre de la conferencia sobre el área organizada por el grupo de interés con nombre SIGGRAPH.

## Conferencia SIGGRAPH
La conferencia reúne a miles de participantes, distribuidores de productos y muchos estudiantes de todo el mundo que generalmente participan bajo el programa de estudiantes voluntarios.
- Conferencia: Presentación de trabajos de investigación en el área.
- Teatro electrónico: Presentación de animaciones gráficas y vídeos y efectos creados en el último año o utilizados por primera vez en el cine.
- Pabellón de tecnologías emergentes: Presentación de proyectos de investigación en universidades y empresas. Generalmente incluyen elementos interactivos para atraer al público.
- Competencia de animaciones 3D: Diferentes participantes presentan cortometrajes de animación. El público utiliza un apuntador láser para señalar su apreciación sobre una pantalla. Para realizar la clasificación se mide la densidad de los rayos emitidos por el público.

## Conferencias de SIGGRAPH desde 1974 hasta la actualidad
| Año  | Ubicación           | Enlaces                                                                                                   | Fecha          | Notas                                                                                   |
| ---- | ------------------- | --- | -------------- | --------------------------------------------------------------------------------------- |
| 2023 | Sydney (Australia)  | https://asia.siggraph.org/2023/                                                                           | Dec 12-15      |                                                                                         |
| 2023 | Los Angeles (USA)   | https://s2023.siggraph.org/                                                                               | Aug 6-10       |                                                                                         |
| 2022 | Vancouver (Canadá)  | https://s2022.siggraph.org/                                                                               | Aug 8-12       |                                                                                         |
| 2021 | Virtual Conference  | https://s2021.siggraph.org/                                                                               | Aug 9-13       |                                                                                         |
| 2020 | Virtual Conference  | https://s2020.siggraph.org/                                                                               | Aug 17-28      |                                                                                         |
| 2019 | Los Ángeles         | https://s2019.siggraph.org/                                                                               | Jul 28-Aug 1   |                                                                                         |
| 2018 | Vancouver (Canadá)  | https://s2018.siggraph.org/                                                                               | Aug 12-16      |                                                                                         |
| 2017 | Los Ángeles         | https://s2017.siggraph.org/ Archivado el 20 de mayo de 2022 en Wayback Machine.                           | Jul 30-Aug 3   |                                                                                         |
| 2016 | Anaheim, California | https://s2016.siggraph.org/ Archivado el 13 de junio de 2022 en Wayback Machine.                          | Jul 24 - 28    |                                                                                         |
| 2015 | Los Ángeles         | https://s2015.siggraph.org/                                                                               | Aug 9-13       |                                                                                         |
| 2014 | Vancouver (Canadá)  | | Aug 10-14      |                                                                                         |
| 2013 | Anaheim, California | | Jul 21-25      |                                                                                         |
| 2012 | Los Ángeles         | website (enlace roto disponible en Internet Archive; véase el historial, la primera versión y la última). | Aug 5-12       |                                                                                         |
| 2012 | Singapur            | website                                                                                                   |                | Capítulo: Asia                                                                          |
| 2012 | Bogotá, Colombia    | website                                                                                                   |                | Capítulo: Colombia                                                                      |
| 2011 | Vancouver (Canadá)  | website Archivado el 2 de septiembre de 2011 en Wayback Machine.                                          | Aug 7–11       |                                                                                         |
| 2011 | HKCEC, Hong Kong    | website                                                                                                   |                | Capítulo: Asia                                                                          |
| 2011 | Bogotá, Colombia    | website                                                                                                   |                | Capítulo: Colombia                                                                      |
| 2010 | Los Ángeles         | website Archivado el 6 de septiembre de 2011 en Wayback Machine., papers                                  | Jul 25–29      |                                                                                         |
| 2010 | Seoul, Korea        | website,                                                                                                  |                | Capítulo: Asia                                                                          |
| 2010 | Bogotá, Colombia    | website,                                                                                                  |                | INICIA SIGGRAPH COLOMBIA. Se desarrolla por segunda vez fuera de Estados Unidos.        |
| 2009 | Nueva Orleans       | website, papers                                                                                           | Aug 3–7        |                                                                                         |
| 2009 | Yokohama, Japan     | website, ]                                                                                                |                | Capítulo: Asia                                                                          |
| 2008 | Los Ángeles         | website, papers                                                                                           | Aug 11–15      |                                                                                         |
| 2008 | Singapur            | website,                                                                                                  |                | INICIA SIGGRAPH ASIA. Se realiza por primera vez fuera de Estados Unidos.               |
| 2007 | San Diego           | website, papers                                                                                           | Aug 5–9        |                                                                                         |
| 2006 | Boston              | website, papers                                                                                           | Jul 30 - Aug 3 |                                                                                         |
| 2005 | Los Ángeles         | papers,                                                                                                   | Jul 31 - Aug 4 | Tuvo una participación de 25,000 personas.                                              |
| 2004 | Los Ángeles         | papers,                                                                                                   |                |                                                                                         |
| 2003 | San Diego           | papers,                                                                                                   |                |                                                                                         |
| 2002 | San Antonio         | papers,                                                                                                   |                |                                                                                         |
| 2001 | Los Ángeles         | papers,                                                                                                   |                | Las mejores animaciones de la conferencia de 2001 son archived at the Internet Archive. |
| 2000 | Nueva Orleans       | website, papers                                                                                           |                |                                                                                         |
| 1999 | Los Ángeles         | |                |                                                                                         |
| 1998 | Orlando             | |                |                                                                                         |
| 1997 | Los Ángeles         | |                |                                                                                         |
| 1996 | Nueva Orleans       | |                |                                                                                         |
| 1995 | Los Ángeles         | |                |                                                                                         |
| 1994 | Orlando             | |                |                                                                                         |
| 1993 | Anaheim             | |                |                                                                                         |
| 1992 | Chicago             | |                |                                                                                         |
| 1991 | Las Vegas           | |                |                                                                                         |
| 1990 | Dallas              | |                |                                                                                         |
| 1989 | Boston              | |                |                                                                                         |
| 1988 | Atlanta             | |                |                                                                                         |
| 1987 | Anaheim             | |                |                                                                                         |
| 1986 | Dallas              | |                |                                                                                         |
| 1985 | San Francisco       | |                |                                                                                         |
| 1984 | Mineápolis          | |                |                                                                                         |
| 1983 | Detroit             | |                |                                                                                         |
| 1982 | Boston              | |                |                                                                                         |
| 1981 | Dallas              | |                |                                                                                         |
| 1980 | Seattle             | |                |                                                                                         |
| 1979 | Chicago             | |                |                                                                                         |
| 1978 | Atlanta             | |                |                                                                                         |
| 1977 | San José            | |                |                                                                                         |
| 1976 | Filadelfia          | |                |                                                                                         |
| 1975 | Bowling Green       | |                |                                                                                         |
| 1974 | Boulder             | |                |                                                                                         |